# 小島大作
小島 大作（こじま たいさく、1975年10月6日 - ）は、福岡県行橋市出身の元プロ野球選手（内野手）。プロ野球時代の登録名は「ダイ」。

## 来歴・人物
西日本短大附高卒業後、社会人野球の新日本製鐵八幡へ進むが、プロ入りの夢を実現するため退団し、米国ベースボールアカデミーに留学をする。50mを5秒5で走る俊足の内野手であった。
1998年のプロ野球ドラフト会議で千葉ロッテマリーンズから5位指名を受け入団する。
一軍公式戦出場のないまま、2001年シーズン終了後に戦力外通告を受けて退団。
退団後、現役続行を希望し12球団合同トライアウトを受けたが、獲得に至る球団は現れずに引退した。

## 詳細情報

### 年度別打撃成績
- 一軍公式戦出場なし

### 背番号
- 65（1999年 - 2001年）

### 登録名
- ダイ（1999年 - 2001年）